# Fortitudo Pro Roma 1926-1927
Questa voce raccoglie le informazioni riguardanti la Fortitudo Pro Roma nelle competizioni ufficiali della stagione 1926-1927.

## Stagione
Disputò il girone B della Divisione Nazionale terminando al 10º e ultimo posto con soli cinque punti, piazzamento che significava retrocessione. Nel girone d'andata il club racimolò solo tre punti (pareggio interno con l'Alessandria e vittoria sul campo dell'Andrea Doria, senza contare il pari sul campo con il Livorno commutato in sconfitta a tavolino dal Direttorio Divisioni Superiori) venendo relegato fin dalle prime giornate in ultima posizione. Nel girone di ritorno la compagine uscì sconfitta da 8 partite su 9, ottenendo però una impronosticabile vittoria di prestigio sul Torino (che avrebbe poi vinto lo scudetto, poi revocato per il caso Allemandi).
In Coppa CONI, torneo di consolazione per le escluse dal girone finale, la Fortitudo si riscattò contendendo al Casale e alla Cremonese la vittoria del girone e la qualificazione alla finale. Furono però i nerostellati a vincere il girone, mentre la Fortitudo si classificò in seconda posizione a pari merito con la Cremonese. In Coppa Italia (competizione poi interrotta per mancanza di date disponibili) la Fortitudo fu eliminata al primo turno dalla Pistoiese.
Il regime fascista impose la fusione tra Fortitudo, Alba e Roman nella A.S. Roma. Anche se la fusione fu sancita a giugno, fu comunque concesso a Fortitudo e Alba di portare a termine la stagione, essendo ancora impegnate in Coppa CONI. L'ultima partita della Fortitudo fu contro la Cremonese il 3 luglio 1927, ultima giornata del girone di Coppa CONI: perdendo per 3-2 la compagine romana dovette dire addio alla possibile qualificazione alla finale e accontentarsi del secondo posto. La Roma fu poi riammessa in Divisione Nazionale insieme a Napoli e Cremonese il 25 agosto 1927.

## Divise
| Prima divisa |

## Rosa
| N. |                   | Ruolo | Calciatore            |
| -- | ----------------- | ----- | --------------------- |
|    | Italia (bandiera) | P     | Vittori               |
|    | Italia (bandiera) | D     | Giovanni Corbjons     |
|    | Italia (bandiera) | D     | Mario De Micheli      |
|    | Italia (bandiera) | D     | Montanari             |
|    | Italia (bandiera) | D     | Rossi                 |
|    | Italia (bandiera) | C     | Attilio Ferraris (IV) |
|    | Italia (bandiera) | C     | Ernesto Ghisi (I)     |
|    | Italia (bandiera) | C     | Pino Ghisi (II)       |
|    | Italia (bandiera) | C     | Alberto Sansoni (III) |
|    | Italia (bandiera) | C     | Corrado Scocco        |

| N. |                     | Ruolo | Calciatore           |
| -- | ------------------- | ----- | -------------------- |
|    | Italia (bandiera)   | C     | Carlo Zamporlini     |
|    | Italia (bandiera)   | A     | Antonio Bianchi      |
|    | Ungheria (bandiera) | A     | Endre Boros          |
|    | Italia (bandiera)   | A     | Giovanni Bramante    |
|    | Italia (bandiera)   | A     | Fernando Canestrelli |
|    | Italia (bandiera)   | A     | Enrico Cappa         |
|    | Italia (bandiera)   | A     | Giovanni Puerari     |
|    | Italia (bandiera)   | A     | Danilo Sbrana (I)    |
|    | Italia (bandiera)   | A     | Giulio Scardola      |
|    | Italia (bandiera)   | A     | Ezio Stoppoloni      |

## Risultati

### Divisione Nazionale - girone B

#### Girone di andata
| Arbitro: | Lenti (Genova) |

|           |           |                                 |
| Boros 15’ | Marcatori | 75’ (aut.) Corbjons 85’ Tansini |

| Arbitro: | Turbiani (Ferrara) |

|             |           |            |
| Puerari 48’ | Marcatori | 85’ Koszta |

| Arbitro: | Trezzi (Milano) |

|                                         |           |  |
| Rossetti II 70’, 75’ Libonatti 80’, 83’ | Marcatori |  |

| Roma 24 ottobre 1926 4ª giornata | Fortitudo Pro Roma | 0 – 2 A tav. referto | Livorno | Stadio Nazionale\| Arbitro: \| Sguerso (Savona) \| |
| Arbitro:                         | Sguerso (Savona)   |                      |         |                                                    |

| Arbitro: | Pozzi (Treviglio) |

|                                               |           |           |
| Del Ponte 53’ Cambiaso 85’ Moretti 88’ (rig.) | Marcatori | 68’ Boros |

| Arbitro: | Aebi (Milano) |

|                                       |           |                  |
| Della Valle 1’ Sansoni III 57’ (aut.) | Marcatori | 43’ (rig.) Boros |

| Arbitro: | Gama (Milano) |

|           |           |                           |
| Rossi 89’ | Marcatori | 40’ Vecchina 41’ Fagiuoli |

| Arbitro: | Sani (Ferrara) |

|             |           |                       |
| Fontana 58’ | Marcatori | 3’ Cappa 28’ Scardola |

| Arbitro: | Enrietti (Torino) |

|                                                       |           |  |
| Savelli 42’ Ostromann 44’ Barzan 51’ Santagostino 52’ | Marcatori |  |

#### Girone di ritorno
| Arbitro: | Dani (Genova) |

|                   |           |  |
| Bodini 49’ (rig.) | Marcatori |  |

| Arbitro: | Musso (Torino) |

|                                            |           |                 |
| Viviano 7’ (rig.) Ferrari 53’ Banchero 62’ | Marcatori | 69’ Canestrelli |

| Arbitro: | Giorgi (Milano) |

|                                             |           |                          |
| Bianchi 33’, 50’ Canestrelli 65’ Sbrana 70’ | Marcatori | 22’ Carrera 32’ Franzoni |

| Arbitro: | Barlassina (Novara) |

|                               |           |                 |
| Bandini 18’, 44’ Magnozzi 23’ | Marcatori | 60’ Ferraris IV |

| Arbitro: | Sganzetta (Torino) |

|  |           |             |
|  | Marcatori | 46’ Moretti |

| Roma 13 febbraio 1927 15ª giornata | Fortitudo Pro Roma         | 0 – 2 A tav. | Bologna | \| Arbitro: \| Mattea (Casale Monferrato) \| |
| Arbitro:                           | Mattea (Casale Monferrato) |              |         |                                              |

| Arbitro: | Enrietti (Torino) |

|                                                                 |           |                                                 |
| Veronese 2’ Vecchina 15’, 18’ Monti III 66’ Corbjons 82’ (aut.) | Marcatori | 20’ Stoppoloni 78’ (aut.) Monti II 80’ Bramante |

| Arbitro: | Mangano (Torino) |

|  |           |           |
|  | Marcatori | 24’ Poggi |

| Arbitro: | Lenti (Genova) |

|                       |           |                                           |
| Cappa 24’ Puerari 31’ | Marcatori | 6’ Ostromann 52’ Santagostino 57’ Savelli |

### Coppa CONI - girone B

#### Girone di andata
| Modena 3 aprile 1927 2ª giornata | Modena | 1 – 1 | Fortitudo Pro Roma |  |

| Verona 10 aprile 1927 3ª giornata | Verona | 6 – 1 | Fortitudo Pro Roma |  |

| Arbitro: | Gama (Milano) |

|                                  |           |                             |
| Ferraris 49’ Cappa 50’ Boros 55’ | Marcatori | 69’ Gallani 73’ Zanninovich |

| Casale Monferrato 15 maggio 1927 5ª giornata | Casale | 1 – 0 | Fortitudo Pro Roma | Stadio Natale Palli |

| Roma 22 maggio 1927 6ª giornata | Fortitudo Pro Roma | 3 – 0 | Cremonese | Stadio Nazionale |

| Roma 29 maggio 1927 7ª giornata | Fortitudo Pro Roma | 2 – 0 A tav. per forfait | Sampierdarenese | Stadio Nazionale |

#### Girone di ritorno
| Roma 12 giugno 1927 9ª giornata | Fortitudo Pro Roma | 2 – 1 | Modena | Stadio Nazionale |

| Roma 16 giugno 1927 10ª giornata | Fortitudo Pro Roma | 6 – 0 | Verona | Stadio Nazionale |

| Padova 26 giugno 1927 11ª giornata | Padova | 0 – 2 A tav. per forfait | Fortitudo Pro Roma |  |

| Roma 29 giugno 1927 12ª giornata | Fortitudo Pro Roma | 0 – 0 | Casale | Stadio Nazionale |

| Cremona 3 luglio 1927 13ª giornata | Cremonese | 3 – 2 | Fortitudo Pro Roma |  |

| Genova 19 giugno 1927 14ª giornata | Sampierdarenese | 0 – 2 A tav. per forfait | Fortitudo Pro Roma |  |

### Coppa Italia
| Pistoia 11 novembre 1926 Primo turno | Pistoiese | 1 – 0 | Fortitudo Pro Roma |  |

## Statistiche

### Statistiche di squadra
| Competizione                   | Punti | In casa | In casa | In casa | In casa | In casa | In casa | In trasferta | In trasferta | In trasferta | In trasferta | In trasferta | In trasferta | Totale | Totale | Totale | Totale | Totale | Totale | DR  |
| Competizione                   | Punti | G       | V       | N       | P       | Gf      | Gs      | G            | V            | N            | P            | Gf           | Gs           | G      | V      | N      | P      | Gf     | Gs     | DR  |
| ------------------------------ | ----- | ------- | ------- | ------- | ------- | ------- | ------- | ------------ | ------------ | ------------ | ------------ | ------------ | ------------ | ------ | ------ | ------ | ------ | ------ | ------ | --- |
| Divisione Nazionale - girone B | 5     | .       | .       | .       | .       | .       | .       | .            | .            | .            | .            | .            |              | 18     | 2      | 1      | 15     | 18     | 42     | -24 |
| Coppa Italia                   | .     | .       | .       | .       | .       | .       | .       | .            | .            | .            | .            | .            | .            | .      | .      | .      | .      | .      | .      | -   |
| Totale                         | .     | .       | .       | .       | .       | .       | .       | .            | .            | .            | .            | .            | .            | .      | .      | .      | .      | .      | .      | -   |